# أورورا ستيوارت دي بينيا
أورورا ستيوارت دي بينيا هي كاتبة مسرحية وكاتِبة كندية، ولدت في 4 أكتوبر 1979 في ستراتفورد في كندا.

## وصلات خارجية
- الموقع الرسمي